# لويز إدواردو دا سيلفا دوس سانتوس
لويز إدواردو دا سيلفا دوس سانتوس (24 فبراير 1996 في البرازيل – )؛ هو لاعب كرة قدم سابق كان يلعب كمهاجم.

## وصلات خارجية
- لويز إدواردو دا سيلفا دوس سانتوس على موقع رابطة كرة القدم اليابانية للمحترفين (اليابانية)
- لويز إدواردو دا سيلفا دوس سانتوس على موقع قاعدة بيانات كرة القدم.إي يو (الإنجليزية)
- لويز إدواردو دا سيلفا دوس سانتوس على موقع Soccerway.com (الإنجليزية)
- لويز إدواردو دا سيلفا دوس سانتوس على موقع عالم كرة القدم.نت (الإنجليزية)